# Heather Watson
Heather Miriam Watson (Guernsey, 19 mei 1992) is een tennisspeelster uit het Verenigd Koninkrijk. Watson begon met tennis toen zij zeven jaar oud was. Haar favoriete ondergrond is hardcourt. Zij speelt rechtshandig en heeft een tweehandige backhand. Zij is actief in het internationale tennis sinds 2009.

## Loopbaan
In 2009 speelde zij haar eerste ITF-toernooi. In datzelfde jaar won zij het ITF-toernooi van Frinton (Engeland), kreeg zij de Guernsey Sports Commission Trophy en won zij het 2009 US Open juniorentoernooi tegen de Russin Jana Boetsjina.
In 2010 geraakte Watson tot de tweede ronde van het WTA-toernooi van Eastbourne. Aansluitend had zij haar grandslamdebuut op Wimbledon, met een wildcard voor het enkelspel – aan het dubbelspel van Wimbledon kon zij op eigen kracht deelnemen; samen met landgenote Jocelyn Rae bereikte zij de tweede ronde. Zij speelde voorts in enkele toernooien van de International Tennis Federation waar zij verscheidene malen de kwartfinales bereikte.
In 2011 haalde zij de kwartfinales van het toernooi van Auckland, ook in het dubbelspel samen met Kurumi Nara. Die prestatie evenaarde zij op het toernooi van Memphis, en ook hier bereikte zij (nu met Anna-Lena Grönefeld) de kwartfinale van het dubbelspel. Op Roland Garros wist zij zich te kwalificeren voor het hoofdtoernooi – zij geraakte tot de tweede ronde.
In 2012 bereikte Watson terug de tweede ronde op Roland Garros, en de derde ronde van Wimbledon. Haar eerste overwinning in een WTA Premiertoernooi kwam er in het dubbelspel van het toernooi van Stanford waar zij met Marina Erakovic op 16 juli 2012 de finale won. Die dag nam zij van Anne Keothavong de positie over als hoogst geplaatste Britse tennisspeelster op de WTA-ranglijst. Zij belandde op de 71e positie. Met dezelfde spelpartner Erakovic won zij op 25 augustus de dubbelspelfinale van het toernooi van Dallas. Op het toernooi van Osaka won zij haar eerste enkelspeltoernooi. Bovendien speelde zij de dubbelspelfinale, die zij echter verloor.
In 2012 nam Watson deel aan de Olympische Spelen in Londen. In het enkelspel bereikte zij de tweede ronde. In het dubbelspel, aan de zijde van Laura Robson, strandde zij in de eerste ronde. In 2016, op de Olympische Spelen in Rio de Janeiro, won zij eveneens één enkelspelpartij.
In 2016 won Watson op Wimbledon een grandslamtitel in het gemengd dubbelspel, samen met de Fin Henri Kontinen. Bij het verdedigen van hun titel, op Wimbledon een jaar nadien, bereikten zij andermaal de finale maar daarin moesten zij de eer laten aan Martina Hingis en Jamie Murray.
In 2018 behaalde Watson haar beste grandslamresultaat qua dubbelspel: de kwartfinale in het dubbelspel van Wimbledon, samen met de Duitse Tatjana Maria, dankzij een walk-over in de derde ronde.
Na vier jaar droogte won Watson in 2020 weer een enkelspeltitel, in Acapulco – in de finale versloeg zij de Canadese Leylah Fernandez.
In 2021 bereikte zij de dubbelspelfinale op het WTA-toernooi van Monterrey, samen met de Chinese Zheng Saisai – zij versloegen onder meer het eerste reekshoofd Desirae Krawczyk en Giuliana Olmos, maar zij moesten in de eindstrijd hun meerdere erkennen in het als tweede geplaatste Amerikaanse koppel Caroline Dolehide en Asia Muhammad.
In 2022 behaalde Watson haar beste grandslamresultaat qua enkelspel: de vierde ronde op Wimbledon.

### Tennis in teamverband
In de periode 2011–2023 maakte Watson deel uit van het Britse Fed Cup-team – zij behaalde daar een winst/verlies-balans van 31–15.
In 2015 en 2016 vertegenwoordigde zij het Verenigd Koninkrijk bij de Hopman Cup, met Andy Murray aan haar zijde.

## Posities op deWTA-ranglijst
Positie per einde seizoen:
| jaar | rang enkelspel | rang dubbelspel |
| ---- | -------------- | --------------- |
| 2009 | 588            | 589             |
| 2010 | 176            | 254             |
| 2011 | 92             | 172             |
| 2012 | 49             | 52              |
| 2013 | 119            | 135             |
| 2014 | 50             | 131             |
| 2015 | 54             | 102             |
| 2016 | 77             | 72              |
| 2017 | 74             | 123             |
| 2018 | 101            | 50              |
| 2019 | 92             | 113             |
| 2020 | 59             | 163             |
| 2021 | 73             | 112             |
| 2022 | 133            | 115             |
| 2023 | 169            | 88              |

## Palmares
| Legenda                 |
| ----------------------- |
| Grandslamtoernooi       |
| Olympische Spelen       |
| Year-End Championships  |
| Premier Mandatory       |
| Premier Five / WTA 1000 |
| Premier / WTA 500       |
| International / WTA 250 |
| Challenger / WTA 125    |

### WTA-finaleplaatsen enkelspel
| nr.              | finale     | toernooi          | ondergrond | tegenstandster   | score         |         |
| ---------------- | ---------- | ----------------- | ---------- | ---------------- | ------------- | ------- |
| gewonnen finales |            |                   |            |                  |               |         |
| 1.               | 2012-10-14 | WTA Japan (Osaka) | hardcourt  | Chang Kai-chen   | 7-5, 5-7, 7-6 | details |
| 2.               | 2015-01-17 | WTA Hobart        | hardcourt  | Madison Brengle  | 6-3, 6-4      | details |
| 3.               | 2016-03-06 | WTA Monterrey     | hardcourt  | Kirsten Flipkens | 3-6, 6-2, 6-3 | details |
| 4.               | 2020-02-29 | WTA Acapulco      | hardcourt  | Leylah Fernandez | 6-4, 6-7, 6-1 | details |
| verloren finales |            |                   |            |                  |               |         |
| 1.               | 2019-10-13 | WTA Tianjin       | hardcourt  | Rebecca Peterson | 4-6, 4-6      | details |

### WTA-finaleplaatsen vrouwendubbelspel
| nr.              | finale     | toernooi          | ondergrond    | partner            | tegenstandsters                         | score            |         |
| ---------------- | ---------- | ----------------- | ------------- | ------------------ | --------------------------------------- | ---------------- | ------- |
| gewonnen finales |            |                   |               |                    |                                         |                  |         |
| 1.               | 2012-07-16 | WTA Stanford      | hardcourt     | Marina Erakovic    | Jarmila Gajdošová Vania King            | 7-5, 7-6         | details |
| 2.               | 2012-08-25 | WTA Dallas        | hardcourt     | Marina Erakovic    | Līga Dekmeijere Irina Falconi           | 6-3, 6-0         | details |
| 3.               | 2014-07-27 | WTA Bakoe         | hardcourt     | Aleksandra Panova  | Raluca Olaru Shahar Peer                | 6-2, 7-6         | details |
| 4.               | 2018-03-03 | WTA Acapulco      | hardcourt     | Tatjana Maria      | Kaitlyn Christian Sabrina Santamaria    | 7-5, 2-6, [10-2] | details |
| 5.               | 2023-07-30 | WTA Warschau      | gravel        | Yanina Wickmayer   | Weronika Falkowska Katarzyna Piter      | 6-4, 6-4         | details |
| verloren finales |            |                   |               |                    |                                         |                  |         |
| 01.              | 2012-09-16 | WTA Québec        | tapijt (i)    | Alicja Rosolska    | Tatjana Malek Kristina Mladenovic       | 6-7, 7-6, [7-10] | details |
| 02.              | 2012-10-14 | WTA Japan (Osaka) | hardcourt     | Kimiko Date-Krumm  | Raquel Kops-Jones Abigail Spears        | 1-6, 4-6         | details |
| 03.              | 2016-10-16 | WTA Hongkong      | hardcourt     | Naomi Broady       | Chan Hao-ching Chan Yung-jan            | 3-6, 1-6         | details |
| 04.              | 2018-06-17 | WTA Nottingham    | gras          | Mihaela Buzărnescu | Alicja Rosolska Abigail Spears          | 3-6, 6-7         | details |
| 05.              | 2019-02-24 | WTA Boedapest     | hardcourt (i) | Fanny Stollár      | Jekaterina Aleksandrova Vera Zvonarjova | 4-6, 6-4, [7-10] | details |
| 06.              | 2021-03-20 | WTA Monterrey     | hardcourt     | Zheng Saisai       | Caroline Dolehide Asia Muhammad         | 2-6, 3-6         | details |
| 07.              | 2023-06-18 | WTA Nottingham    | gras          | Harriet Dart       | Ulrikke Eikeri Ingrid Neel              | 6-7, 7-5, [8-10] | details |
| 08.              | 2023-10-28 | WTA Tampico       | hardcourt     | Sabrina Santamaria | Kamilla Rachimova Anastasija Tichonova  | 6-7, 2-6         | details |
| 09.              | 2023-12-02 | WTA Andorra       | hardcourt (i) | Tímea Babos        | Erika Andrejeva Céline Naef             | 2-6, 1-6         | details |
| 10.              | 2024-01-06 | WTA Brisbane      | hardcourt     | Greet Minnen       | Ljoedmyla Kitsjenok Jeļena Ostapenko    | 5-7, 2-6         | details |
| 11.              | 2024-02-11 | WTA Abu Dhabi     | hardcourt     | Linda Nosková      | Sofia Kenin Bethanie Mattek-Sands       | 4-6, 6-7         | details |

### Finaleplaatsen gemengd dubbelspel
| nr.              | finale     | toernooi  | ondergrond | partner        | tegenstanders                            | score    |         |
| ---------------- | ---------- | --------- | ---------- | -------------- | ---------------------------------------- | -------- | ------- |
| gewonnen finales |            |           |            |                |                                          |          |         |
| 1.               | 2016-07-10 | Wimbledon | gras       | Henri Kontinen | Anna-Lena Grönefeld Robert Farah Maksoud | 7-6, 6-4 | details |
| verloren finales |            |           |            |                |                                          |          |         |
| 1.               | 2017-07-16 | Wimbledon | gras       | Henri Kontinen | Martina Hingis Jamie Murray              | 4-6, 4-6 | details |

## Resultaten grandslamtoernooien
| Legenda | Legenda                          |
| ------- | -------------------------------- |
| g.t.    | geen toernooi gehouden           |
| l.c.    | lagere categorie                 |
| –       | niet deelgenomen                 |
| G       | uitgeschakeld in de groepsfase   |
| 1R      | uitgeschakeld in de eerste ronde |
| 2R      | uitgeschakeld in de tweede ronde |
| 3R      | uitgeschakeld in de derde ronde  |
| 4R      | uitgeschakeld in de vierde ronde |
| KF      | uitgeschakeld in de kwartfinale  |
| HF      | uitgeschakeld in de halve finale |
| F       | de finale verloren               |
| W       | het toernooi gewonnen            |
| w-v     | winst/verlies-balans             |

### Enkelspel
| toernooi        | 2010 | 2011 | 2012 | 2013 | 2014 | 2015 | 2016 | 2017 | 2018 | 2019 | 2020 | 2021 | 2022 | 2023 |
| --------------- | ---- | ---- | ---- | ---- | ---- | ---- | ---- | ---- | ---- | ---- | ---- | ---- | ---- | ---- |
| Australian Open | –    | –    | 1R   | 3R   | 1R   | 1R   | 1R   | 2R   | 1R   | 1R   | 2R   | 2R   | 2R   | –    |
| Roland Garros   | –    | 2R   | 2R   | 1R   | 2R   | 2R   | 2R   | –    | 2R   | –    | 1R   | 1R   | 1R   | –    |
| Wimbledon       | 1R   | 1R   | 3R   | 1R   | 2R   | 3R   | 1R   | 3R   | 1R   | 2R   | g.t. | 1R   | 4R   | 1R   |
| US Open         | –    | 1R   | 1R   | 1R   | 1R   | 1R   | 1R   | 1R   | 1R   | –    | 1R   | 1R   | –    | –    |

### Vrouwendubbelspel
| toernooi        | 2010 | 2011 | 2012 | 2013 | 2014 | 2015 | 2016 | 2017 | 2018 | 2019 | 2020 | 2021 | 2022 | 2023 | 2024 |
| --------------- | ---- | ---- | ---- | ---- | ---- | ---- | ---- | ---- | ---- | ---- | ---- | ---- | ---- | ---- | ---- |
| Australian Open | –    | –    | –    | 1R   | –    | 2R   | 2R   | 1R   | 1R   | 1R   | –    | 3R   | 2R   | 1R   | 1R   |
| Roland Garros   | –    | –    | –    | 1R   | –    | 1R   | 1R   | 1R   | 2R   | 1R   | 1R   | 1R   | 2R   | –    |      |
| Wimbledon       | 2R   | 1R   | 1R   | 1R   | 1R   | 2R   | 3R   | 2R   | KF   | 1R   | g.t. | 3R   | 3R   | 2R   |      |
| US Open         | –    | –    | 1R   | 1R   | 1R   | –    | 2R   | 1R   | 1R   | –    | –    | –    | –    | 2R   |      |

### Gemengd dubbelspel
| Australian Open | –  | –  | –  | –  | –  | – | –  | –  | –  | –  | –  | KF |
| Roland Garros   | –  | –  | 1R | –  | –  | – | –  | –  | –  | –  | –  |    |
| Wimbledon       | 2R | 2R | 2R | 1R | 1R | W | F  | 3R | 2R | 1R | 2R |    |
| US Open         | –  | –  | –  | –  | –  | – | 1R | –  | –  | –  | –  |    |